# Otto Wels
Otto Wels (Berlijn, 15 september 1873 – Parijs, 16 september 1939) was een Duits politicus. Hij was de partijvoorzitter van de Sozialdemokratische Partei Deutschlands (SPD) van 1919 tot 1939.

## Levensloop

### Vroege jaren
Wels vader had een herberg in Berlijn. Hijzelf volgde een opleiding tot stoffeerder. In 1891 sloot Wels zich aan bij de Sozialdemokratische Partei Deutschlands (SPD). Van 1895 tot 1897 vervulde hij zijn militaire dienstplicht.

### Weimar-republiek
Nadat hij de eigen opleidingsschool van de SPD had gevolgd werd Wels in 1907 partijsecretaris in Brandenburg. Ook was hij lid van de perscommissie. In 1912 werd hij namens het kiesdistrict Calau-Luckau gekozen in de Rijksdag. Een jaar later nam hij zitting in het partijbestuur.
In de Rijksdag riep SPD-leider Philipp Scheidemann op 9 november 1918 de republiek uit. De gouverneur van Berlijn Alexander von Linsingen had in de dagen daarvoor verschillende legerafdelingen naar de hoofdstad gehaald die bijzonder loyaal waren aan keizer Wilhelm II. Zij hadden op de ochtend van 9 november geen idee wat er precies speelde. Wels zocht toenadering en haalde hen over om geen geweld te gebruiken tegen de opstandelingen. In plaats daarvan sloten veel soldaten zich bij hen aan. Mede dankzij Wels inzet vielen er weinig doden tijdens de machtsovername. 
Een dag later werd Wels benoemd tot stadscommandant van Berlijn. Op 6 december gaf hij opdracht het vuur te openen op demonstrerende Spartacisten, waardoor zestien doden vielen. Als stadscommandant was Wels betrokken bij de onderhandelingen met de Volksmarinedivision, een paramilitaire communistische organisatie die het Berliner Stadtschloss bezet hielden. De onderhandelingen verliepen niet zoals zij wilden waarop zij in de nacht van 23 op 24 december 1918 besloten om Wels vast te houden. Een bevrijdingspoging door reguliere troepen leidde tot niets. Daarop werd een compromis gesloten met Wels' gijzelnemers. Zij ontruimden het slot, ontvingen hun openstaande loon en bleven aan als strijdmacht. Wels zou tegelijkertijd opstappen als stadscommandant.
Wels was vanaf 1919 tot aan zijn dood in 1939 partijvoorzitter van de SPD. Hij kreeg een zetel in de nieuwgevormde Rijksdag. Daarnaast was hij een van de oprichters van de Rijksbanier Zwart-Rood-Goud en het IJzeren Front. Wels leidde in 1920 in reactie op de  Kapp-putsch samen met Carl Legien een algemene staking, waardoor de coup niet slaagde. Vervolgens drong hij aan op het vertrek van defensieminister Gustav Noske omdat deze er niet in geslaagd was de militaire leiding te winnen voor de republiek.
Aan het begin van de jaren dertig was Heinrich Brüning rijkskanselier. Wels gedoogde diens regering. In 1932 was hij tegen een algemene staking toen rijkskanselier Franz von Papen het bestuur van zijn partijgenoot Otto Braun in Pruissen dwarsboomde door een rijkscommissaris te benoemen die voortaan daar de dienst uitmaakte. Wels verbood alle onderhandelingen met Von Papens opvolgers Kurt von Schleicher.

### Machtsovername nazi's
Kort na de machtsovername in januari 1933 door de nazi's lag de Rijksdagbrandverordening ter behandeling in het parlement. Daarmee zou de democratie feitelijk buiten werking worden gesteld. Veel communistische parlementsleden waren gevlucht of gevangen genomen en veel middenpartijen steunden de NSDAP. Het enige protest tegen de verordening kwam daarom van de SPD-fractie. Wels was de laatste persoon in een "democratische" Rijksdag die het nationaalsocialisme afwees: "Vrijheid en leven kunnen van ons worden weggenomen. Eer niet". Adolf Hitler reageerde op de toespraak van Wels met de woorden: "Ik wil niet eens dat je voor stemt. Duitsland zal vrij zijn, maar niet door jou".
De SPD-leiding stuurde Wels in mei 1933 naar het door Frankrijk bestuurde Saargebied. Vandaar uit trok hij in verder naar Praag, waar hij bouwde aan een SPD in ballingschap. In augustus 1933 werd Wels het Duitse staatsburgerschap ontnomen. Na de sluiting van het Verdrag van München moest Wels Praag verlaten. Hij trok naar Parijs, waar hij twee weken na de uitbraak van de Tweede Wereldoorlog overleed.

## Postuum
In verschillende Duitse steden zijn straten, pleinen en scholen naar Wels vernoemd. Voormalig SPD-voorzitter en bondskanselier Gerhard Schröder presenteerde in september 2009 een herdenkingsbord ter ere van Wels in de Berlijnse wijk Treptow-Köpenick. Sinds 2017 is een van de gebouwen van de Bondsdag aan de Unter den Linden naar Wels vernoemd.